# Teenage Fanclub
A Teenage Fanclub skót rock/pop együttes. 1989-ben alakultak Bellshillben. Harmadik stúdióalbumuk szerepel az 1001 lemez, amit hallanod kell, mielőtt meghalsz című könyvben. Az együttes Az ítélet éjszakája (Judgement Night) című film soundtrack-jében is közreműködött, amelyen rockegyüttesek és rap előadók kollaborálnak egymással. A Teenage Fanclub a De La Soullal készített közös számot.

## Tagok
- Norman Blake - ének, gitár (1989-)
- Raymond McGinley - ének, gitár (1989-)
- Francis McDonald - ének, dobok (1989, 2000-)
- Dave MacGowan - billentyűk, gitár (2004-)
- Gerard Love - ének, basszusgitár (2000-)

## Diszkográfia
- A Catholic Education - 1990
- The King - 1991
- Bandwagonesque - 1991
- Thirteen - 1993
- Grand Prix - 1995
- Songs from Northern Britain - 1997
- Howdy! - 2000
- Words of Wisdom and Hope - 2002
- Man-Made - 2005
- Shadows - 2010
- Here - 2016
- Endless Arcade - 2021